# 藤原信
藤原 信（ふじわら まこと、1931年11月1日 - ）は、日本の環境学者。林学者。環境運動家。農学博士（東京大学）。専門は、森林計画学・森林環境保護学。千葉県出身。
1959年東京大学農学部林学科卒業。1969年同大学院農学研究科博士課程修了。1969年同農学部助手。1969年宇都宮大学農学部助教授。1980年同農学部教授。1997年宇都宮大学停年退官。同名誉教授。思川開発事業を考える流域の会代表。長野県治水利水ダム等検討委員会委員。大芦川流域検討協議会委員。2002年みどりの会議運営委員。
この間、栃木県自然保護団体連絡協議会代表やリゾート・ゴルフ場問題全国連絡会代表も務めた。

## 著書
- 『自然保護事典』共著　緑風出版　1989年初版/1996年増補版
- 『日本の森をどう守るか』岩波書店 1994 岩波ブックレット no.327
- 『スキー場はもういらない』編著　緑風出版 1994
- 『このままだと「20年後の森林」はこうなる』カタログハウス 1997（20年後シリーズ No.3）
- 『なぜダムはいらないのか』緑風出版 2003
- 『"緑のダム"の保続 : 日本の森林を憂う』緑風出版 2009
- 『ダムとの闘い : 思川開発事業反対運動の記録』編著　緑風出版 2012

## 参考
- 『新訂　現代日本人名録　2002　ひろ～わ』日外アソシエーツ、2002年　232頁